# 항공기 제작사 목록
다음은 각 나라의 항공기 제작사 목록이다.
- 미국
  - 록히드 마틴 (방위산업)
  - 보잉 (여객기.화물기.방위산업.비즈니스)
  - 노스럽 그러먼 (방위산업)
  - 레이시온 (방위산업)
  - BAE시스템스 (방위산업)
  - 걸프스트림 항공우주 (비즈니스)
  - 세스나 (경비행기.비즈니스)
  - 파이퍼 (경비행기)
  - 시러스(Cirrus Aircraft) (경비행기, 제트기)
  - 비치크래프트(Beechcraft) (경비행기)
  - 텍스트론(Text theory) (경비행기)
  - 붐 테크놀로지(Boom Technology)(초음속)

- 중화인민공화국
  - 중국상용항공공사(COMAC) (여객기)

- 대한민국
  - KAI (방위산업)
  - KARI (방위산업)

- 이스라엘
  - IAI (방위산업)

- 유럽연합
  - EADS (여객기.화물기,방위산업.비즈니스.헬리콥터)
  - 에어버스 (여객기.화물기.방위산업.비즈니스.헬리콥터)

- 프랑스
  - 다소 (방위산업)
  - ATR (여객기)

- 일본 (여객기)
  - 미쓰비시 (여객기)

- 러시아
  - 수호이 (방위산업)
  - 투폴레프 (여객기.방위산업)
  - 일류신 (여객기.방위산업)
  - 야코블레프 (방위산업)

- 우크라이나
  - 안토노프 (여객기.화물운송기)
  - (에어로 프라크트)(Aeroprakt) (경비행기)

- 스웨덴
  - 사브 (현재는 방위산업으로 운영)

- 브라질
  - 엠브라이르 (비즈니스.소형여객기.방위산업)

- 캐나다
  - 봄바디어 (비즈니스.소형여객기)

- 오스트리아
  - 다이아몬드 항공기 산업 (경비행기)

## 같이 보기
- 항공기 목록
- 항공기 제조업체 목록